# Robert Hamilton (Politiker, 1809)

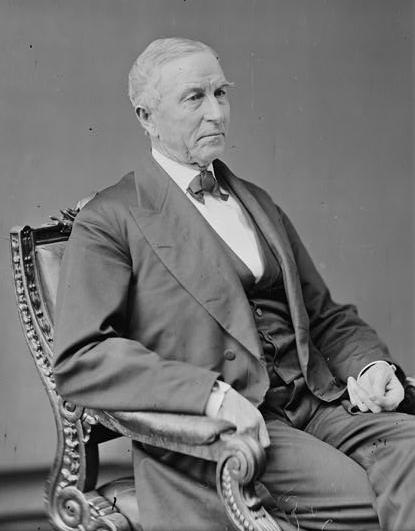
Robert Hamilton

Robert Hamilton (* 9. Dezember 1809 in Hamburg, Sussex County, New Jersey; † 14. März 1878 in Newton, New Jersey) war ein US-amerikanischer Politiker. Zwischen 1873 und 1877 vertrat er den Bundesstaat New Jersey im US-Repräsentantenhaus.

## Werdegang
Robert Hamilton besuchte die öffentlichen Schulen seiner Heimat und zog im Jahr 1831 nach Newton. Nach einem anschließenden Jurastudium und seiner 1836 erfolgten Zulassung als Rechtsanwalt begann er dort in seinem neuen Beruf zu arbeiten. Zwischen 1848 und 1858 sowie in den Jahren 1868 und 1869 amtierte er als Staatsanwalt im Sussex County. Gleichzeitig begann er als Mitglied der Demokratischen Partei eine politische Laufbahn. 1860 war er Delegierter zu beiden Democratic National Conventions, die in Charleston und Baltimore abgehalten wurden. In den Jahren 1863 und 1864 war Hamilton Mitglied und Präsident der New Jersey General Assembly. Von 1865 bis 1878 fungierte er auch als Präsident der Merchant’s National Bank.
Bei den Kongresswahlen des Jahres 1872 wurde Hamilton im vierten Wahlbezirk von New Jersey in das US-Repräsentantenhaus in Washington, D.C. gewählt, wo er am 4. März 1873 die Nachfolge von John Hill antrat. Nach einer Wiederwahl konnte er bis zum 3. März 1877 zwei Legislaturperioden im Kongress absolvieren. Nach dem Ende seiner Zeit im US-Repräsentantenhaus praktizierte Robert Hamilton wieder als Anwalt. Außerdem war er einer der Direktoren der Eisenbahngesellschaft Morris and Essex Railroad. Er starb am 14. März 1878 in Newton, wo er auch beigesetzt wurde.